# Eudocimus ruber
L'ibis rosso o ibis scarlatto (Eudocimus ruber (Linnaeus, 1758)) è un uccello della famiglia Threskiornithidae, originario del Sud America tropicale e delle isole dei Caraibi. Sebbene la sua morfologia sia molto simile a quella della maggior parte delle altre ventisette specie esistenti di ibis, la sua colorazione scarlatta straordinariamente brillante lo rende inconfondibile. È uno dei due uccelli nazionali di Trinidad e Tobago, insieme al cocrico.

## Descrizione

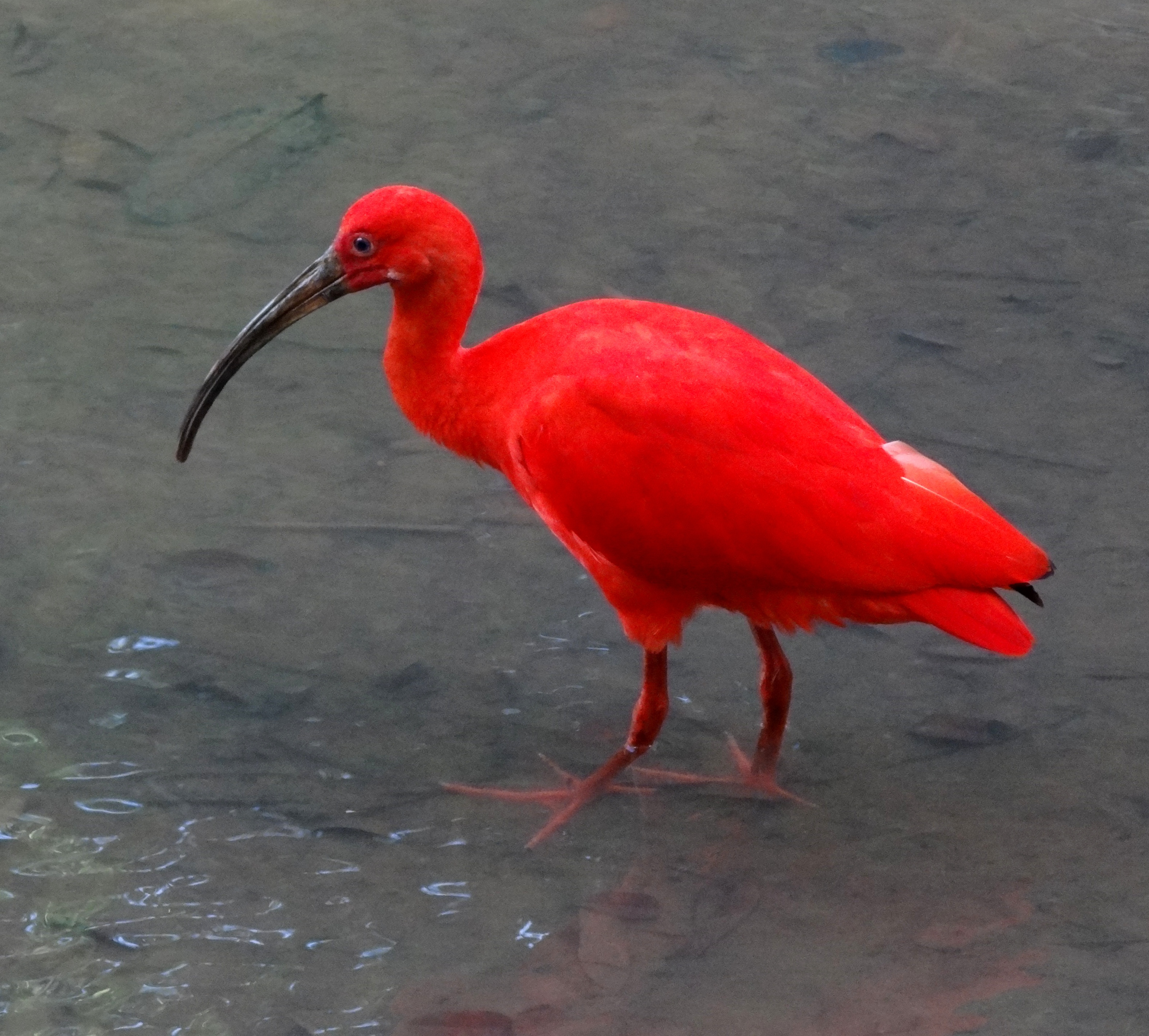
Ibis scarlatto, al Kuala Lumpur Bird Park, Malaysia

Il piumaggio degli adulti è praticamente completamente scarlatto. Le piume possono mostrare varie tinte e sfumature, mentre le punte delle ali si discostano dal loro colore omonimo, con un ricco nero inchiostro (o occasionalmente blu scuro) che si trova solo sulle penne primarie più lunghe, altrimenti la colorazione di questi uccelli è solitamente di "un vivido rosso arancio, di qualità quasi luminosa". Gli ibis scarlatti hanno becchi e zampe rossi, tuttavia il becco è a volte nerastro, soprattutto verso la punta. Come la maggior parte degli ibis, gli ibis scarlatti hanno un becco lungo, stretto e ricurvo. Le zampe ed il collo sono lunghi e rimangono estesi durante il volo.

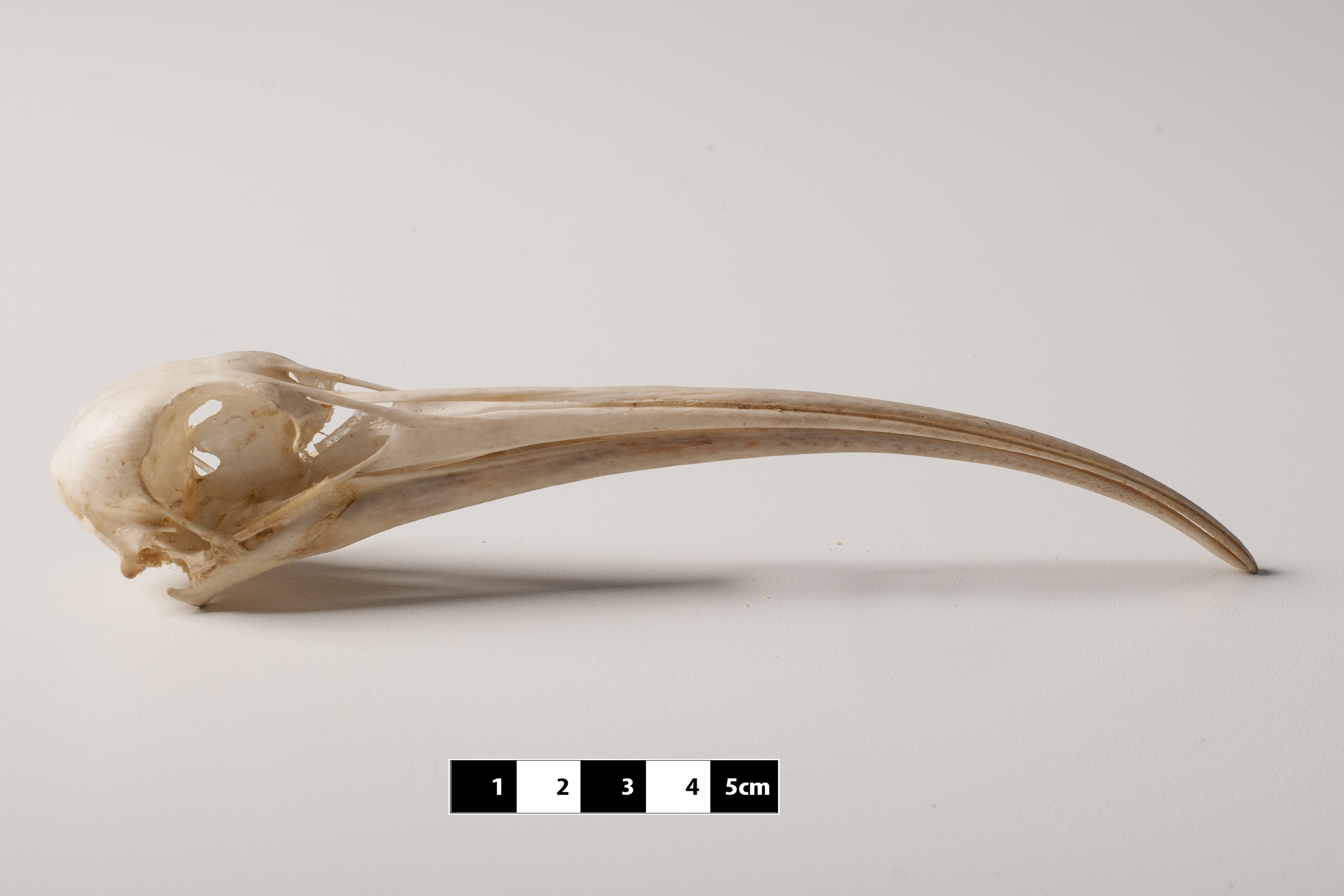
Cranio di ibis scarlatto

I giovani, invece, hanno una livrea grigia, marrone e bianco. Man mano che l'uccello cresce, una dieta pesantemente basata su crostacei rossi porta alla distintiva colorazione scarlatta per cui l'animale è famoso. Il colore della livrea comincia a cambiare con la seconda muta dell'animale, nel momento in cui inizia a volare: il muta inizia dalle piume della schiena e si diffonde gradualmente in tutto il corpo aumentando di intensità in un periodo di circa due anni. L'ibis scarlatto è l'unico uccello costiero dalla colorazione rossa nel mondo.
Gli adulti sono lunghi 55–63 centimetri (22–25 pollici) e i maschi, sono leggermente più grandi delle femmine, con un peso medio di circa 1,4 chilogrammi (3,1 libbre). Inoltre, nei maschi, il becco in media è circa il 22% più lungo di quelle delle femmine. La durata della vita dell'ibis scarlatto è di circa sedici anni in natura e vent'anni in cattività. L'apertura alare degli adulti è di circa 54 centimetri (21 pollici). Sebbene trascorra la maggior parte del tempo a terra o nelle acqua basse, l'ibis scarlatto è un volatore resistente e capace: sono altamente migratori e sono in grado di coprire lunghe distanze in volo. Si muovono in stormi in una classica formazione a V.

## Distribuzione e habitat

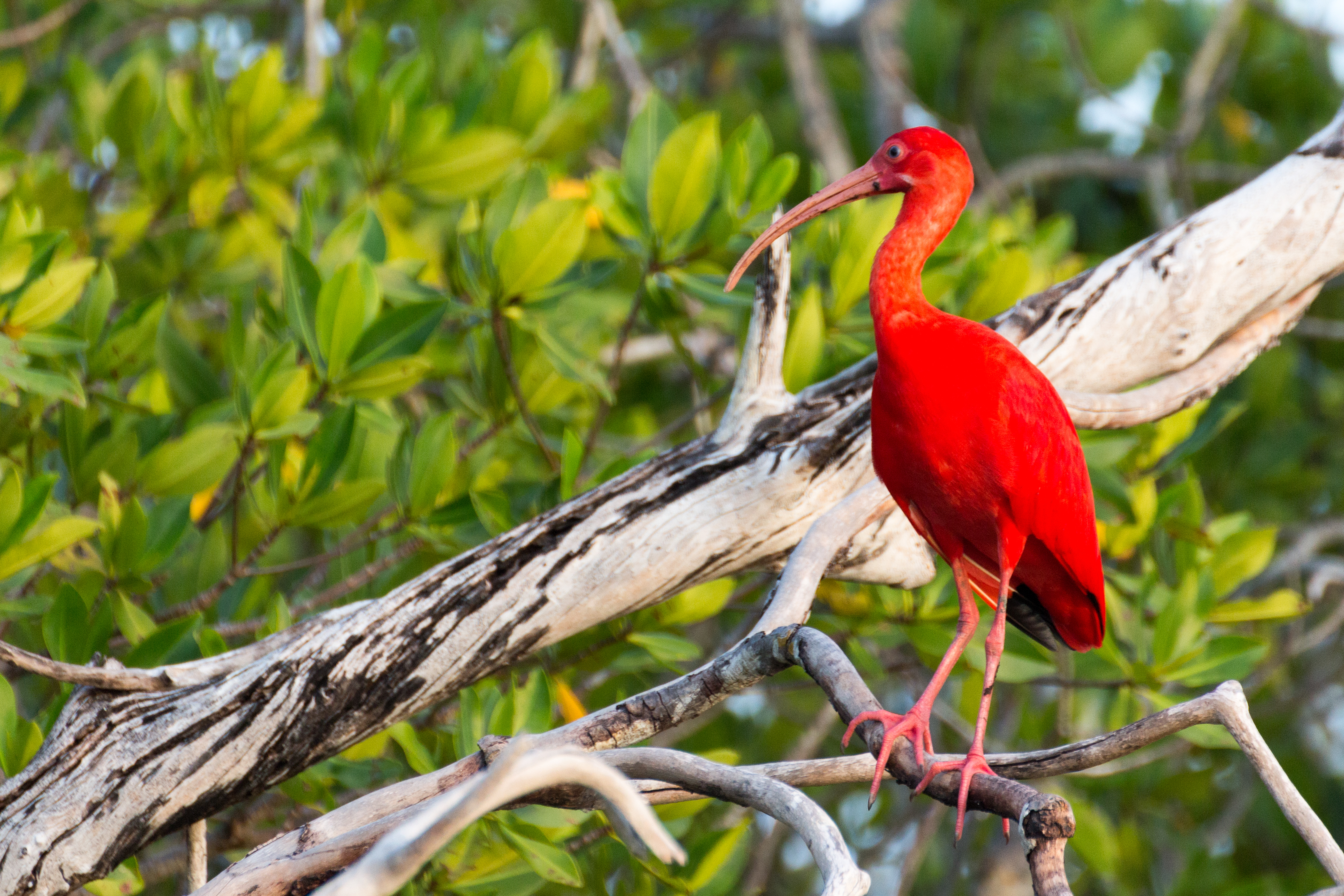
Ibis scarlatto, in Venezuela

L'areale dell'ibis scarlatto è molto ampia e le varie colonie si trovano in vaste aree del Sud America e nelle isole dei Caraibi. Esistono stormi nativi in Brasile (dove è chiamato "guará", che significa "rosso" nella lingua indigena), Colombia, Guyana francese, Guyana, Suriname e Venezuela, così come le isole delle Antille olandesi e Trinidad e Tobago, dove è uccello nazionale insieme al cocrico. Gli stormi si radunano nelle zone umide e in altri habitat paludosi, tra cui distese di fango, litorali e foreste pluviali. Una colonia periferica presente nelle mangrovie di Santos-Cubatão di Baixada Santista, nel sud-est del Brasile, è considerata in pericolo di estinzione.
Le concentrazioni più elevate si trovano nella regione di Llanos, nel Venezuela occidentale, e nella Colombia orientale. La fertile e remota pianura erbosa tropicale del Llanos offre un rifugio sicuro lontano dall'invasione umana. Insieme al suo stretto parente, l'ibis faccianuda, l'ibis scarlatto è una specie notevolmente prolifica e cospicua nella regione.
Esemplari accidentali sono stati osservati a Belize, Ecuador e Panama, Aruba, Cuba, Dominica, Grenada e Giamaica; alcuni avvistamenti sono stati riportati anche negli Stati Uniti. La specie potrebbe essersi espansa anche verso la costa del Golfo nel XIX secolo o prima - in The Birds of America, John James Audubon fece brevi osservazioni riguardo a tre esemplari di E. rubra che incontrò in Louisiana. Tuttavia, praticamente tutti gli avvistamenti moderni della specie in Nord America sono probabilmente esemplari introdotti artificialmente o fuggiti da collezioni private e zoo. In un esempio notevole del 1962, delle uova di ibis scarlatto furono poste in dei nidi di ibis bianchi nel Greynolds Park della Florida, e la popolazione risultante si ibridò facilmente, producendo l'"ibis rosa" che si possono osservare tuttora.

## Biologia

### Dieta

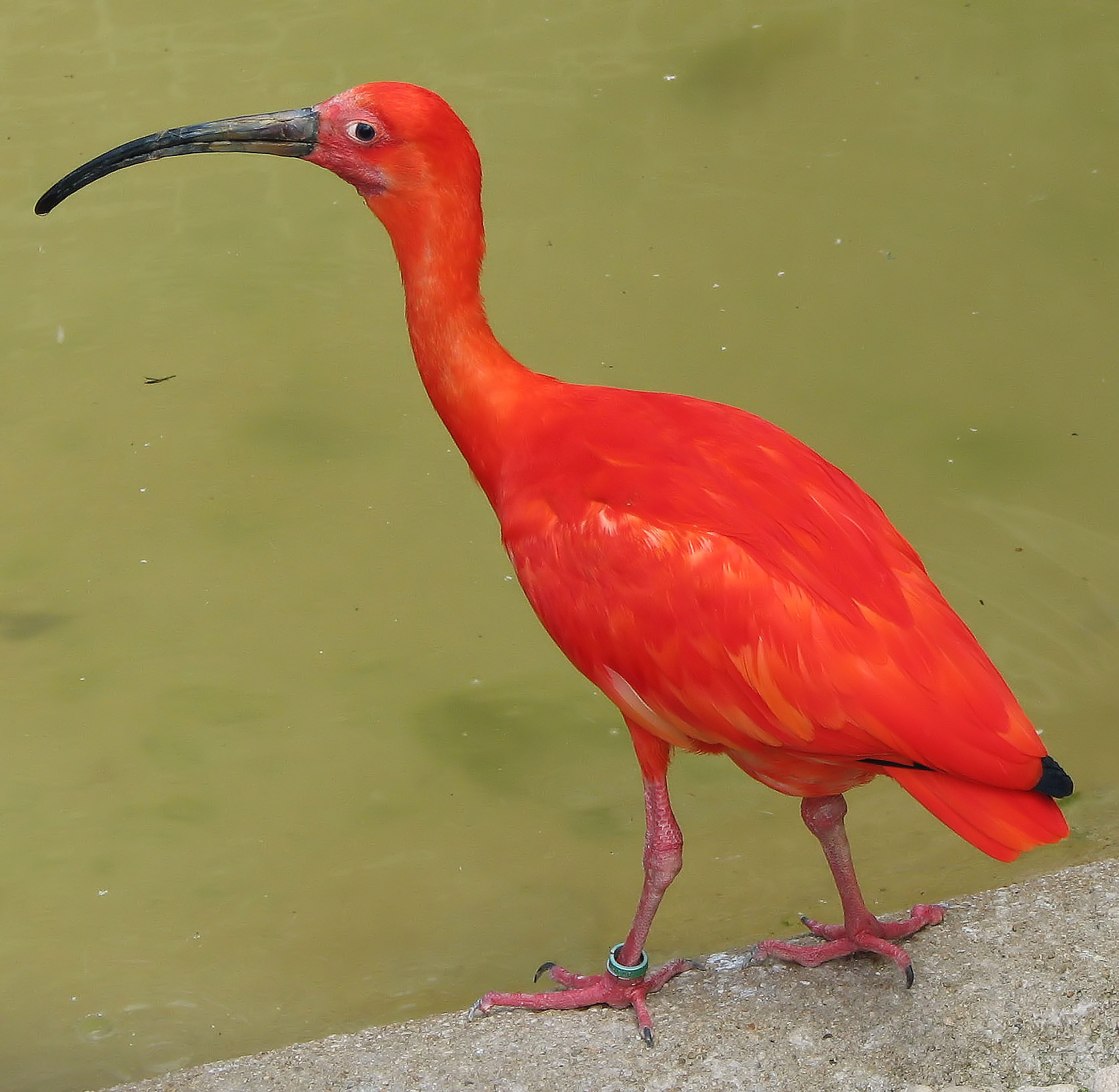
"Mentre irradiava dignità e colore l'ibis scarlatto, la natura sembra essere stata riluttante nel conferirgli armi. Il becco dell'uccello è smussato, le unghie dei piedi non sono affilate e i suoi occhi hanno una dolce, morbida qualità Bambi."
– Dr. Paul A. Zahl, Coro-Coro

I loro distintivi becchi, lunghi e sottili, vengono utilizzati per sondare il terreno mentre cercano cibo, nel fango morbido o sotto le piante. Nonostante sia credenza comune che questi uccelli si nutrissero solo di gamberetti, un recente studio sui Llanos ha dimostrato che gran parte della loro dieta consiste di insetti, di cui la maggior parte sono scarabei e coleotteri. Una specie in particolare, lo scarabeo Dyscinetus dubius, sembra costituiva gran parte della loro dieta. Al contrario, la dieta dell'ibis bianco americano, che abita gli stessi luoghi, era diversa, comprendendo insetti, pesci e crostacei.
Piccoli animali acquatici come gamberetti, granchi, molluschi ed altri crostacei, fanno anch'essi parte della sua dieta. Nutrendosi di grandi quantità di gamberetti e altri molluschi rossi viene prodotto un eccesso di astaxantina, un carotenoide che è la componente chiave della pigmentazione rossa degli uccelli. La dieta degli esemplari tenuti negli zoo, comprende spesso barbabietole e integratori di carote per mantenere la vivacità del colore nel loro piumaggio.
I Llanos sono una regione notevole in quanto queste pianure umide ospitano sette specie di ibis in un'unica regione. Qui, gli ibis scarlatti sono i più aggressivi e possono attaccare le altre specie per rubare loro il cibo. Sono stati, inoltre, osservati mentre seguivano dendrocigne facciabianca (Dendrocygna viduata) e il bestiame domestico per catturare gli insetti disturbati dal loro movimento.

### Riproduzione
Le coppie sono monogame e costruiscono i loro nidi in uno stile semplice, tipicamente a "piattaforme di bastoni sciolti" di una qualità a volte descritta come "senza arte". Questi uccelli si appollaiano sulle chiome degli alberi, preferendo soprattutto il comodo riparo dei giovani alberi di mangrovie che crescono sulle rive. Gli ibis scarlatti amano le zone umide e fangose come le paludi, sebbene costruiscono i loro nidi sugli alberi ben al di sopra dell'acqua. Se possono, nidificano sulle isole, dove le loro uova e i loro pulcini hanno meno probabilità di essere in attaccate dai predatori.

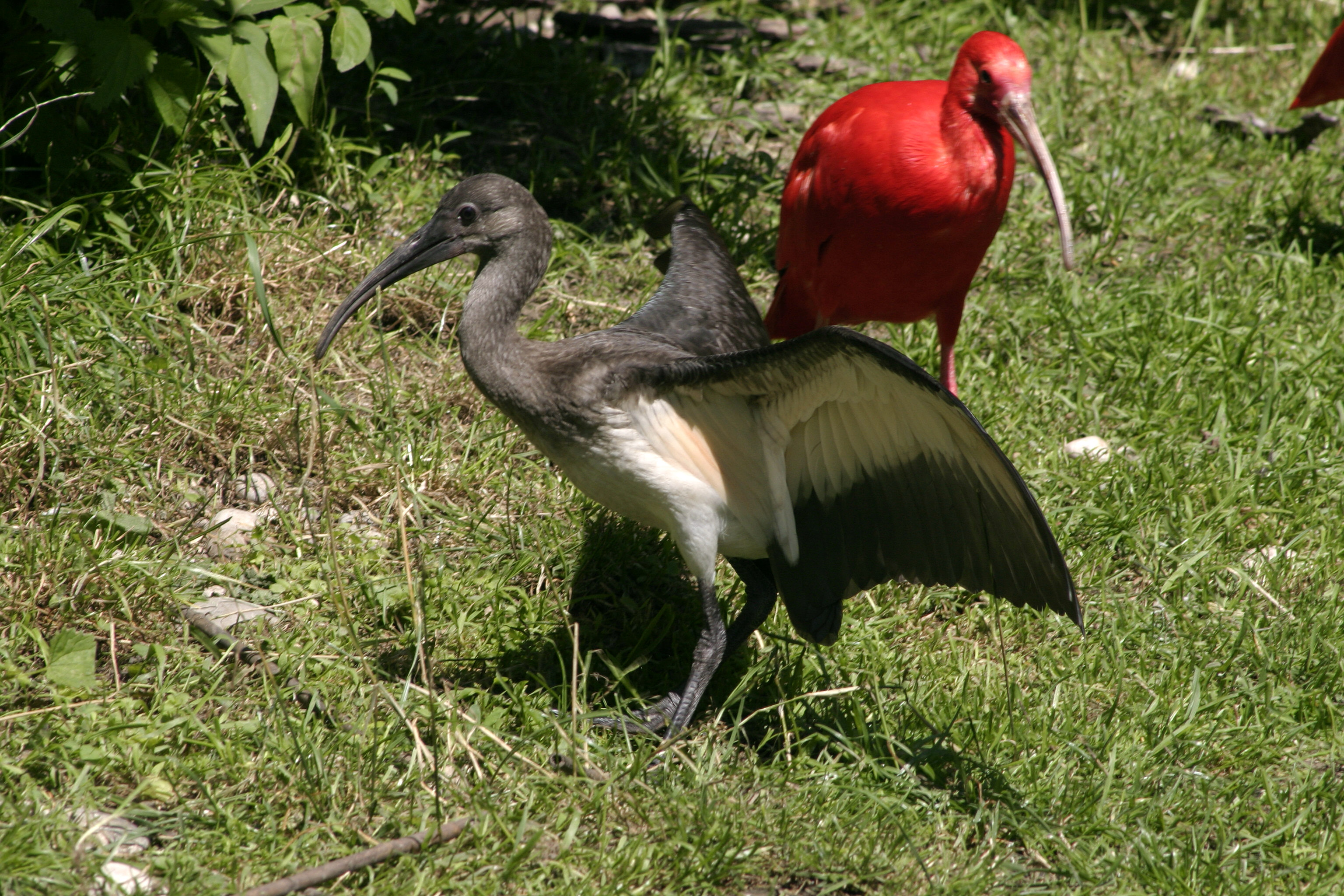
Un esemplare giovane (davanti) insieme ad un adulto

Per attirare una femmina, il maschio eseguirà una varietà di rituali d'accoppiamento come "pavoneggiarsi, scuotersi, schioccare il becco, sfregare la testa e voli alti. Come con la maggior parte degli uccelli, l'accoppiamento non comporta alcun accoppiamento diretto o inserimento: invece, il trasferimento dei liquidi seminali si verifica durante il contatto esterno tra le aperture cloacali. Dopo un periodo di gestazione da cinque a sei giorni, la femmina depone da tre a cinque uova lisce e opache che tipicamente incuba per 19-23 giorni. Dopo un corteggiamento riuscito, le coppie rimangono fedeli e conviventi, condividendo le responsabilità genitoriali per i giovani.
Nel sud-est del Brasile, gli ibis si radunano in colonie a metà settembre e costruiscono i nidi all'inizio di novembre. La deposizione delle uova all'interno della colonia è sincrona, con le femmine che depongono le uova a tre ondate all'inizio di novembre, fine dicembre e fine gennaio.

### Comportamento
L'ibis scarlatto è un uccello sociale e gregario, soprattutto quando si nutrono e quando nidificano ed allevano i pulcini. Vivono in stormi di trenta o più individui, e i membri di questi stormi tendono a nidificare gli uni vicino agli altri sugli stessi alberi, in modo da proteggere i nidi da eventuali predatori.
Per proteggere le nidiate, talvolta più stormi si riuniscono per formare grandi colonie che possono contare diverse migliaia di individui. Queste colonie possono anche contare esemplari di altre specie, che si riuniscono assieme agli ibis scarlatti per proteggere il proprio nido, come cicogne, spatole, garzette, aironi e anatre, soprattutto durante i periodi di nidificazione ed allevamento dei pulcini.

## Tassonomia

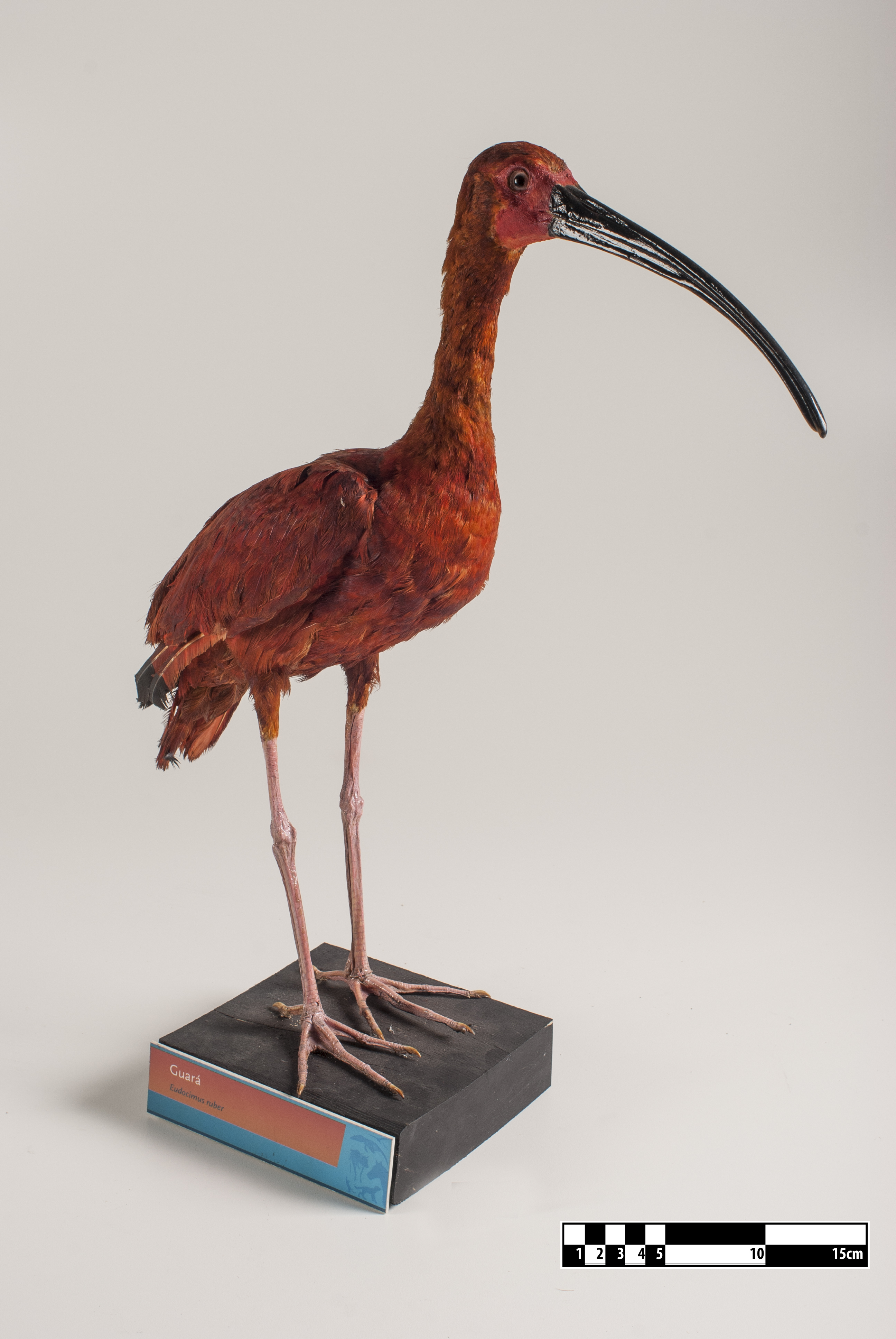
Esemplare imbalsamato

La specie fu classificata per la prima volta da Carl Linnaeus, nel 1758. Inizialmente data la nomenclatura binomiale di Scolopax rubra (il nome incorpora l'aggettivo latino ruber, "rosso"), la specie fu successivamente designata Guara rubra e infine Eudocimus ruber.
Biologicamente l'ibis scarlatto è strettamente imparentato con l'ibis bianco americano (Eudocimus albus) ed è talvolta considerato conspecifico con esso, lasciando la scienza moderna divisa sulla loro tassonomia. Entrambi gli uccelli hanno ciascuno esattamente le stesse ossa, artigli, becchi, disposizioni di piume e altre caratteristiche: la loro unica marcata differenza sta nella livrea del piumaggio. La tassonomia tradizionale li considera due specie separate e distinte.
Le prime ricerche sul campo ornitologico non hanno rivelato alcun incrocio naturale tra l'ibis rosso e l'ibis bianco, fornendo supporto all'idea che i due siano due specie separate. Un'osservazione più recente, tuttavia, ha documentato significativi incroci e ibridazioni in natura tra le due forme. I ricercatori Cristina Ramo e Benjamin Busto hanno trovato prove di incroci in una popolazione in cui gli areali dell'ibis rosso e dell'ibis bianco si sovrapponevano lungo la costa e nei Llanos, in Colombia e in Venezuela. Ramo e Busto hanno osservato individui delle due specie durante il corteggiamento e l'accoppiamento, così come degli ibis ibridi con un piumaggio arancione chiaro, o un piumaggio bianco con occasionali piume arancioni, e hanno proposto che questi uccelli venissero classificati come una singola specie. È noto che l'ibridazione si verifichi frequentemente in cattività. Tuttavia, le due forme dalla colorazione distinta persistono in natura nonostante gli areali sovrapposti e la prole ibrida, quindi secondo il concetto di coesione della specie sarebbero specie funzionalmente diverse.
A seguito di questi dati alcuni biologi hanno optato per accoppiare Eudocimus ruber con Eudocimus albus come due sottospecie dello stesso ibis americano. Altri li definiscono semplicemente come la stessa specie, con il ruber che è una variazione di colore di albus.

## Conservazione
La specie ha uno status protetto in tutto il mondo, e l'Unione Internazionale per la Conservazione della Natura ha classificato l'ibis scarlatto come una specie a Rischio minimo nella Lista Rossa IUCN. Sebbene diverse popolazioni locali sembrino essere in declino, il numero di individui totali globalmente rimane relativamente alto e l'attuale tasso di perdite non è considerato una minaccia per la sopravvivenza della specie. Nondimeno, le recenti perdite da parte delle popolazioni stabilite nella Guyana francese e nelle Everglades della Florida sono diventate una preoccupazione per gli ambientalisti e in Brasile l'uccello è stato incluso in un elenco nazionale di specie in pericolo d'estinzione.

### Interazioni con l'uomo
L'ibis scarlatto e il cocrico sono gli uccelli nazionali di Trinidad e Tobago. Entrambi gli uccelli sono presenti sullo stemma di Trinidad e Tobago. Il cocrico si trova a Tobago, Venezuela e Colombia. L'ibis scarlatto, invece, è associato a Trinidad; non ci sono stati avvistamenti documentati dell'ibis scarlatto a Tobago negli ultimi quindici anni.
Un importante habitat locale per l'ibis scarlatto è il santuario della fauna selvatica di Caroni Swamp of Trinidad, una riserva di paludi di 199 ettari (490 acri) designata per la prima volta nel 1953 specificamente per fornire un habitat protetto all'ibis scarlatto.
Usando l'uccello come simbolo letterario, l'autore americano James Hurst ha composto un popolare racconto, "The Scarlet Ibis" (1960). Un racconto più recente, "Scarlet Ibis" di Margaret Atwood, è incluso in Bluebeard's Egg (1983). L'uccello dà il nome anche ad un libro di versi della poetessa americana Susan Hahn.

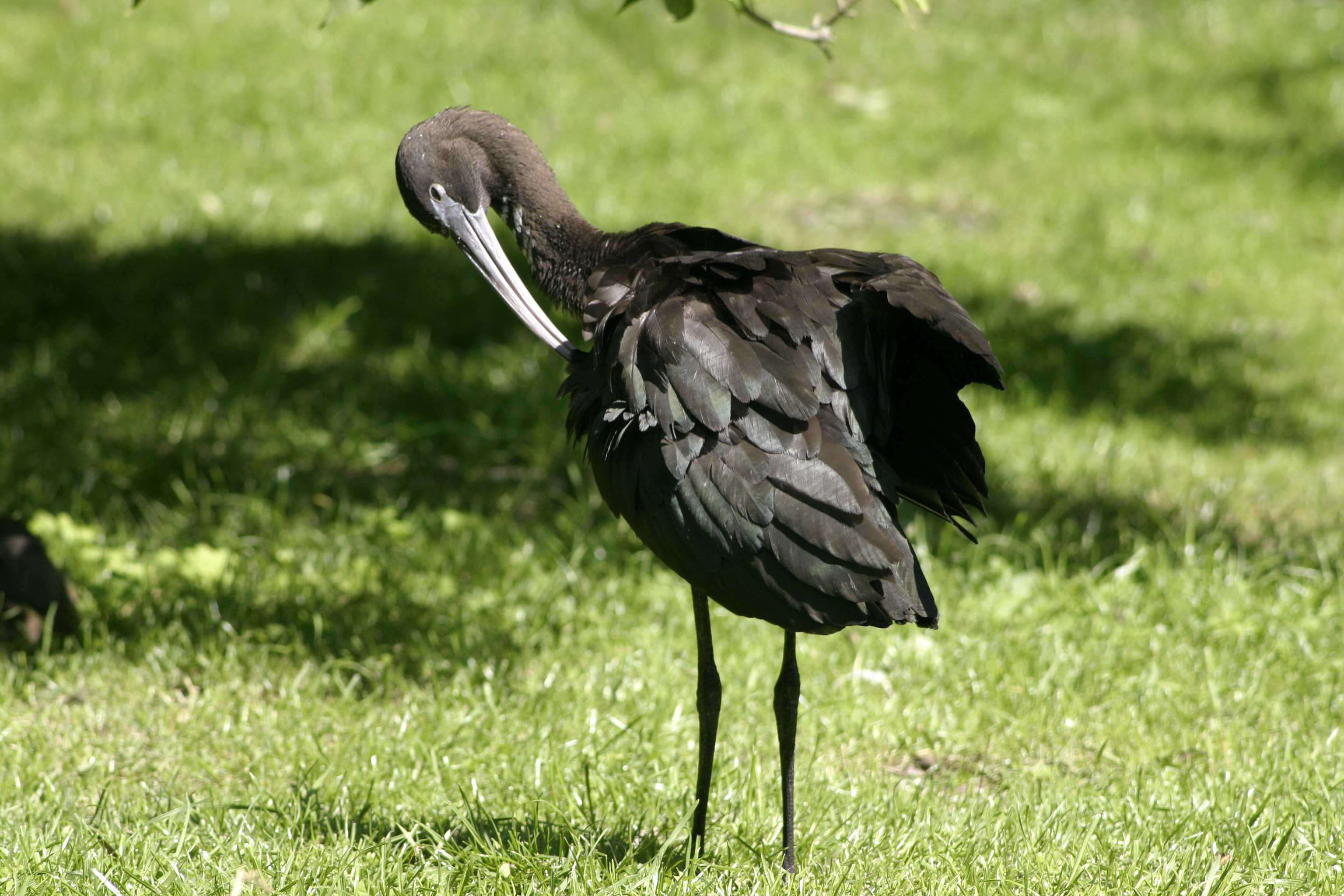
Giovane
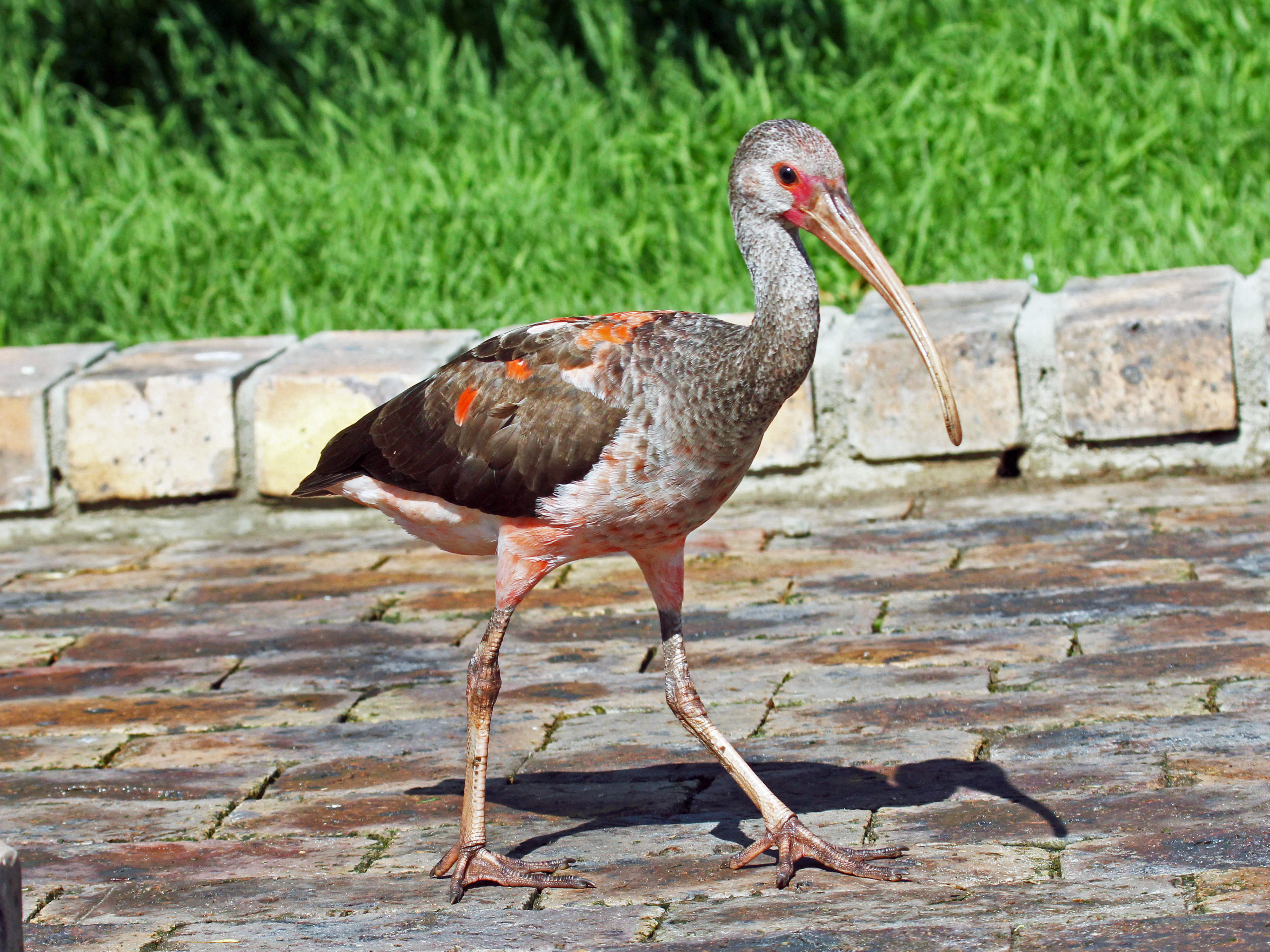
Giovane alla sua seconda muta
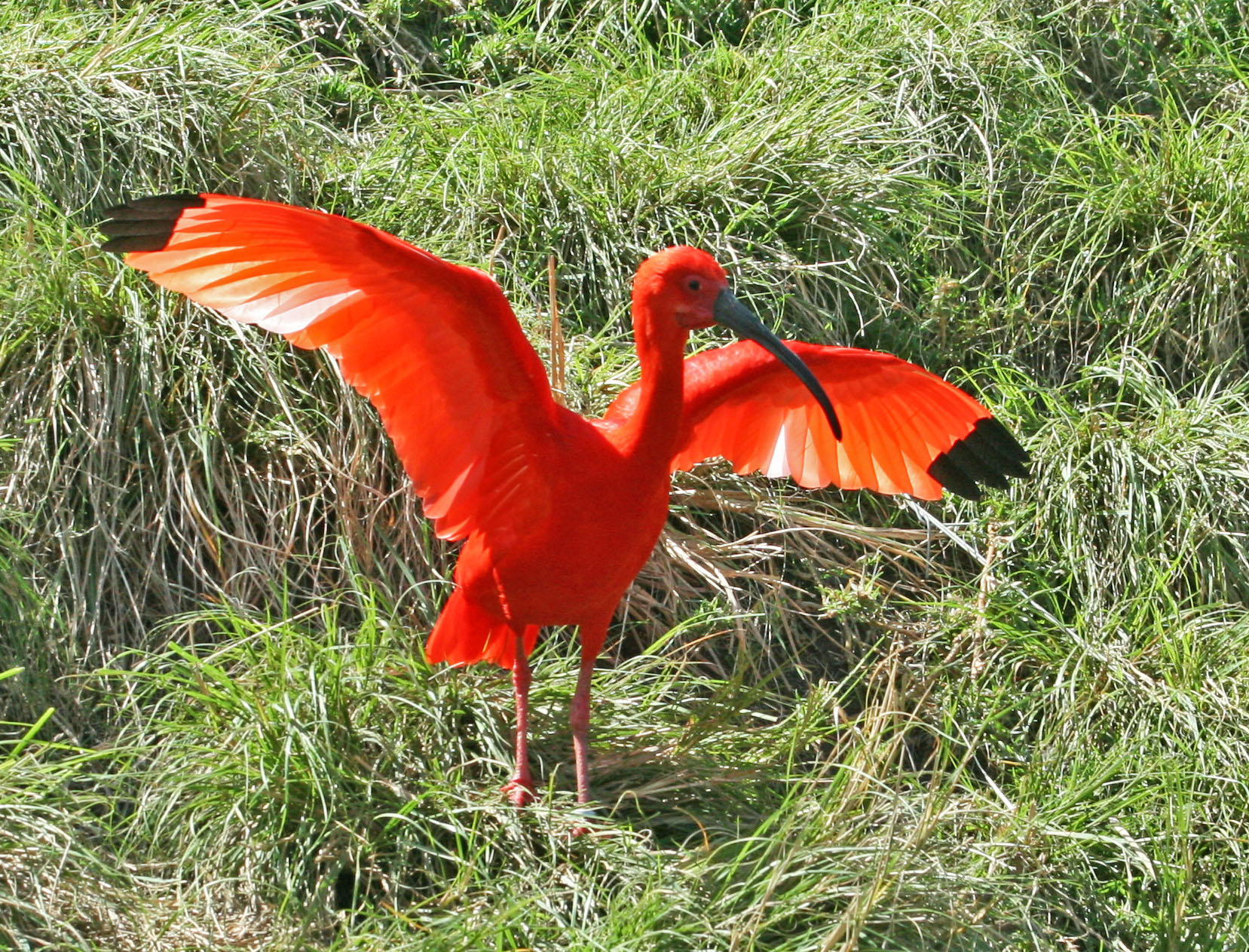
La punta delle ali è nera
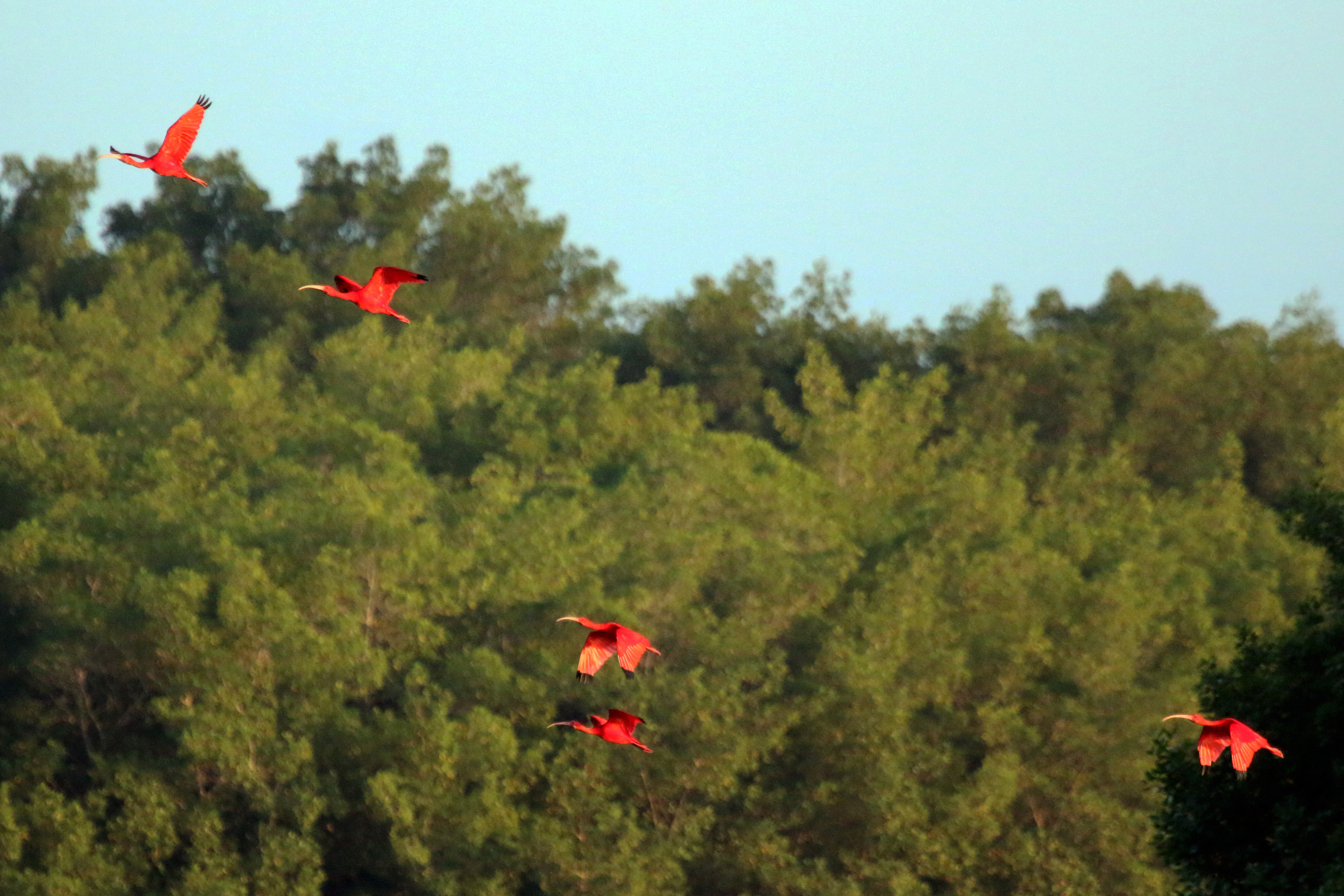
Caroni Swamp, Trinidad
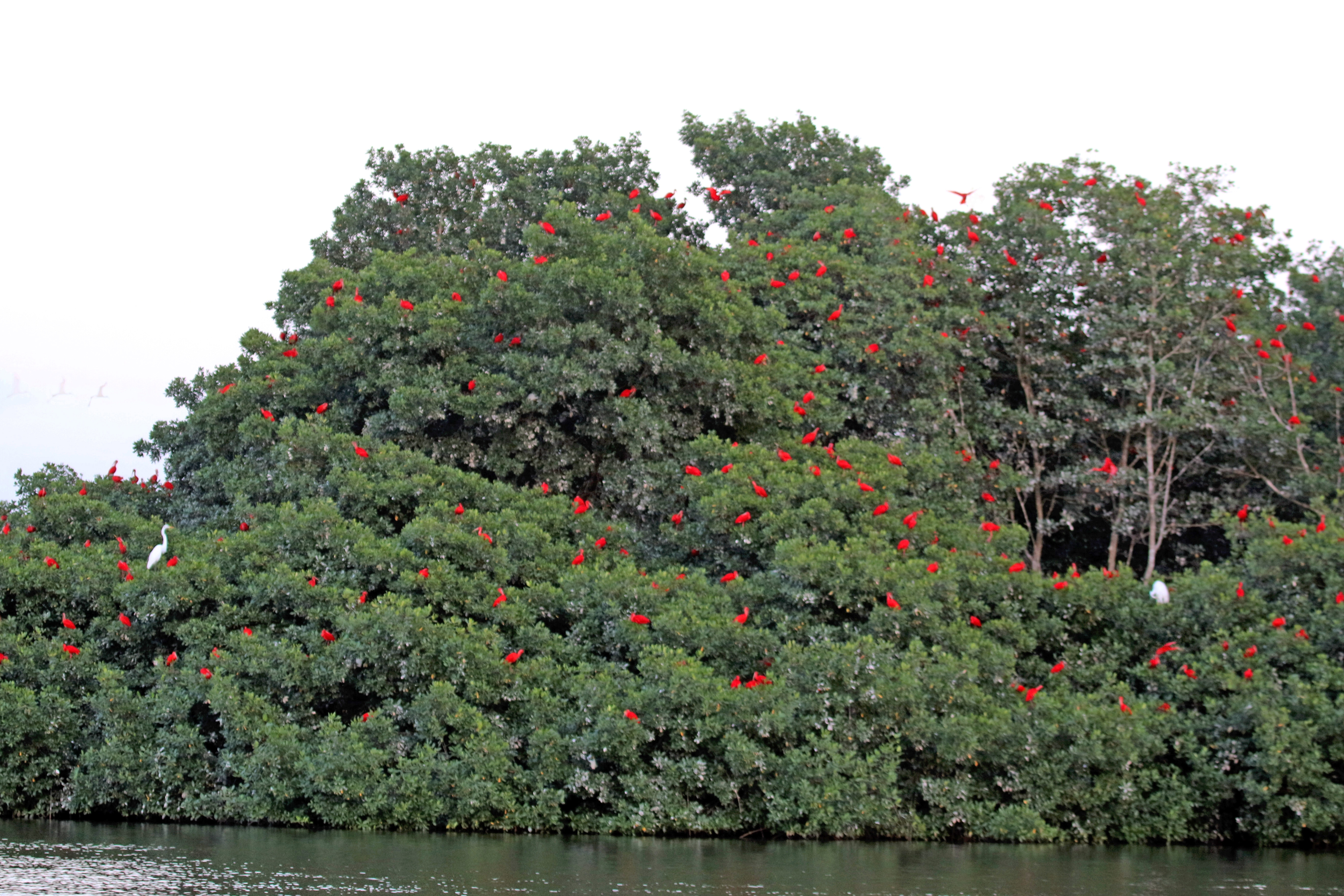
Una colonia, a Caroni Swamp, Trinidad